# Maciço do Diois
O Maciço do Diois (em francês:  Massif du Diois) é um  maciço que faz parte dos Alpes Ocidentais na sua secção dos Pré-Alpes do Dauphiné e que se encontra no departamento francês da Isère e da Drôme, na região de Ródano-Alpes. O ponto mais alto é d Jocou com 2.051 m .

## Geografia
Composta por rocha sedimentar o maciço está rodeado pelo Maciço do Vercors a Norte do Rio Drôme.

## SOIUSA
A Subdivisão Orográfica Internacional Unificada do Sistema Alpino (SOIUSA) criada em 2005, dividiu os Alpes em duas grandes partes:Alpes Ocidentais e Alpes Orientais, separados pela linha formada pelo  Rio Reno - Passo de Spluga - Lago de Como - Lago de Lecco.
Os Pré-Alpes do Dévoluy, Pré-Alpes ocidentais de Gap, Pré-Alpes do Vercors, Pré-Alpes do Diois, e Pré-Alpes das Baronnies formam os Pré-Alpes do Delfinado.

### Classificação  SOIUSA
Segundo a SOIUSA este acidente orográfico chama-se  Pré-Alpes do Diois e é uma Sub-secção alpina  com a seguinte classificação:
- Parte = Alpes Ocidentais
- Grande sector alpino = Alpes Ocidentais-Sul
- Secção alpina = Pré-Alpes do Delfinado
- Sub-secção alpina = Pré-Alpes do Diois
- Código = I/A-6.IV